# Chiesa dell'Assunzione di Maria (Roma)
La chiesa dell'Assunzione di Maria è un luogo di culto cattolico di Roma situato nel quartiere Tuscolano, in largo Spartaco, sul quale insiste l'omonima parrocchia.

## Storia e descrizione

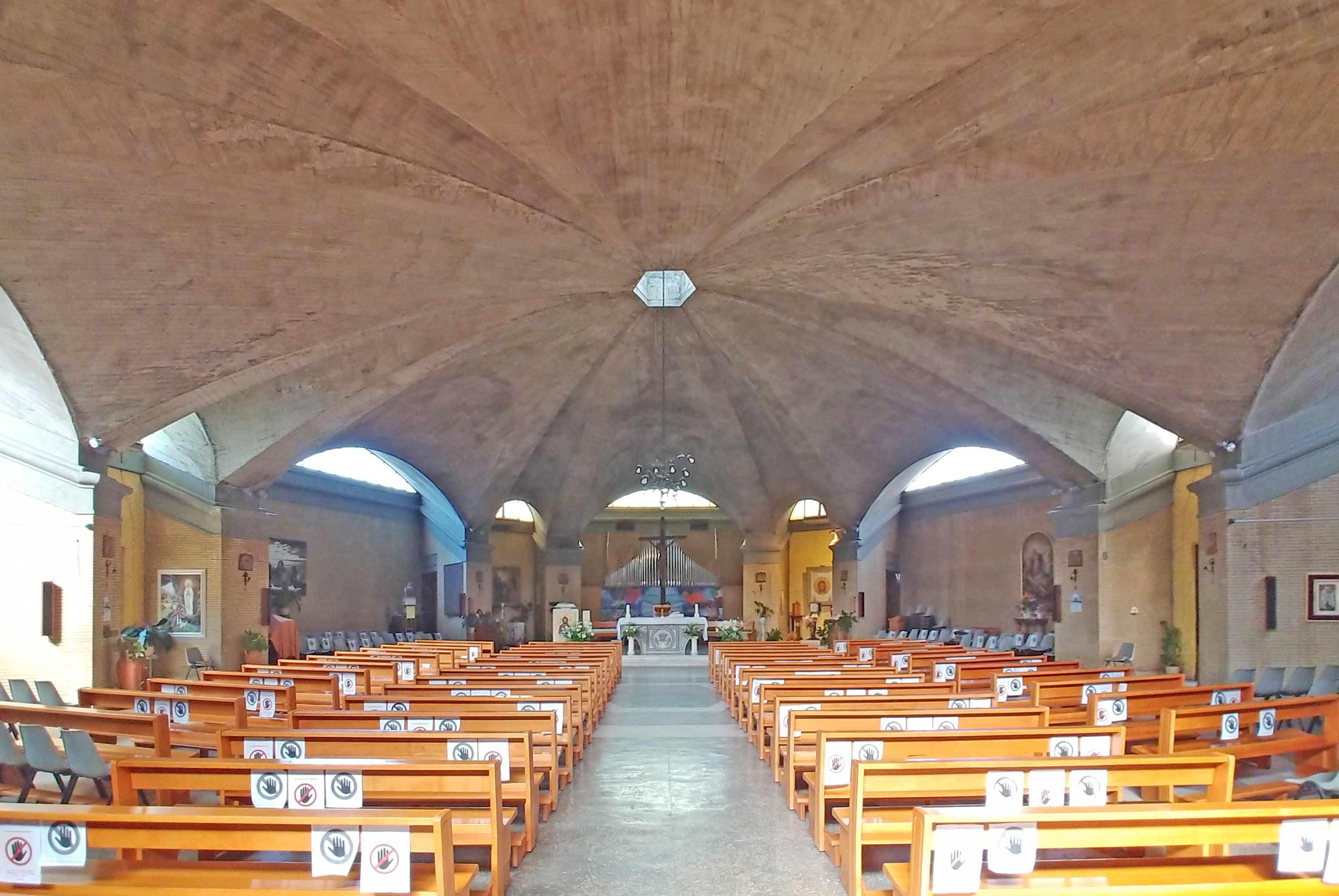
Interno

È stata costruita su progetto dell'architetto Saverio Muratori: i lavori iniziarono nel 1961, ma furono in seguito interrotti e ripresi nel 1971. La chiesa non è stata completata e ciò che si vede oggi è solo la cripta del progetto originario; è stata eretta sede parrocchiale il 21 aprile 1964 con il decreto del cardinale vicario Clemente Micara Cum in suburbana ed affidata prima al clero della diocesi di Roma e poi ai preti della Congregazione di San Giovanni Battista Precursore. Fino alla costruzione dell'attuale chiesa, la parrocchia aveva sede nella chiesa del Divino Amore in via Viviani.
Una lunga rampa porta all'entrata della chiesa, che è posizionata a diversi metri sotto il livello della strada soprastante. L'interno è piuttosto buio e cupo; da un lucernario al centro del soffitto, a cupola ribassata in cemento armato, pende un lampadario in ferro battuto. Nel presbiterio, alle spalle dell'altare, è collocato un grande crocifisso di legno, fissato, su una roccia, dietro il quale vi è l'organo a canne; quest'ultimo è stato costruito nel 1999 dalla ditta Organaria Romana (opera I), dispone di 6 registri ed è collegato da un organo elettronico, che ne costituisce la consolle.